# Le Douzième Juré (film, 1921)
Pour les articles homonymes, voir Le Douzième Juré et Nobody.
Pour plus de détails, voir Fiche technique et Distribution.
Le Douzième Juré (Nobody) est un film de procès muet américain de Roland West, sorti en 1921.

## Fiche technique
- Titre original : Nobody
- Titre français : Le Douzième Juré
- Réalisation : Roland West
- Scénario : Charles Henry Smith et Roland West
- Photographie : Harry Fischbeck
- Production : Roland West
- Société de production : Roland West Productions
- Pays :  États-Unis
- Format : Noir et blanc - 1,33:1 - muet
- Durée : 70 minutes
- Date de sortie : États-Unis : 24 juillet 1921

## Distribution
- Jewel Carmen : Little Mrs. Smith
- William B. Davidson : John Rossmore
- Kenneth Harlan : Tom Smith
- Florence Billings : Mrs. Fallon
- J. Herbert Frank : Hedges
- Grace Studdiford : Mrs. Rossmore
- George Fawcett : Hiram Swanzey
- Lionel Pape : Noron Ailsworth
- Henry Sedley : la secrétaire de Rossmore
- Ida Darling : Mrs. Van Cleek
- Charles Wellesley : Clyde Durand
- William De Grasse : le skipper des Rossmore
- Riley Hatch : le juré grincheux